# NGC 1907
NGC 1907 (również OCL 434) – gromada otwarta znajdująca się w gwiazdozbiorze Woźnicy. Została odkryta 17 stycznia 1787 roku przez Williama Herschela, choć być może jeszcze wcześniej obserwował ją Le Gentil przed 1759 rokiem. Jest położona w odległości ok. 5,9 tys. lat świetlnych od Słońca.